# Pustec (stad)
Pustec, van 1973 tot 2013 Liqenas genaamd, is een stad (bashki) in de Albanese prefectuur Korçë. De stad telt 3300 inwoners (2011) en is daarmee de kleinste stad (bashki) van het land.

## Bevolking
Volgens de volkstelling van 2011 telt de stad (toen nog Liqenas genaamd) 3.290 inwoners, een daling vergeleken met het jaar 2001 toen er nog 4.148 mensen in deze plaats woonden. De meeste inwoners zijn etnische Macedoniërs (97%).
Van de 3.290 inwoners zijn er 480 tussen de 0 en 14 jaar oud, 2.315 inwoners zijn tussen de 15 en 64 jaar oud en 495 inwoners zijn 65 jaar of ouder.
In 2017 werden er 19 kinderen geboren, terwijl er 29 mensen stierven. De natuurlijke bevolkingsgroei is negatief en bedraagt -10 mensen.

#### Religie
Het overgrote deel van de bevolking is orthodox (96%). 
| Religieuze samenstelling in de stad (bashki) Pustec/Liqenas | Religieuze samenstelling in de stad (bashki) Pustec/Liqenas | Religieuze samenstelling in de stad (bashki) Pustec/Liqenas | Religieuze samenstelling in de stad (bashki) Pustec/Liqenas | Religieuze samenstelling in de stad (bashki) Pustec/Liqenas | Religieuze samenstelling in de stad (bashki) Pustec/Liqenas |
| Deelgemeente                                                | Aantal inwoners (census 2011)                               | Islam (%)                                                   | Katholieke Kerk in Albanië (%)                              | Albanees-Orthodoxe Kerk (%)                                 | Bektashi (%)                                                |
| ----------------------------------------------------------- | ----------------------------------------------------------- | ----------------------------------------------------------- | ----------------------------------------------------------- | ----------------------------------------------------------- | ----------------------------------------------------------- |
| Pustec                                                      | 3.290                                                       | 0,67 procent                                                | 0,40 procent                                                | 95,99 procent                                               | -                                                           |
| Pustec                                                      | 3.290                                                       | 0,67 procent                                                | 0,40 procent                                                | 95,99 procent                                               | -                                                           |

### Bestuurlijke indeling
Administratieve componenten (njësitë administrative përbërëse) na de gemeentelijke herinrichting van 2015 (inwoners tijdens de census 2011 tussen haakjes):
Slechts één component: Pustec (3290).
De stad wordt verder ingedeeld in 9 plaatsen: Cerje, Diellas, Gollomboc, Goricë e Madhe, Goricë e Vogël, Kallamas, Lajthizë, Pustec, Zaroshkë,
Belsh · Berat · Bulqizë · Cërrik · Delvinë · Devoll · Dibër · Dimal · Divjakë · Dropull · Durrës · Elbasan · Fier · Finiq · Fushë-Arrëz · Gjirokastër · Gramsh · Has · Himarë · Kamëz · Kavajë · Këlcyrë · Klos · Kolonjë · Konispol · Korçë · Krujë · Kuçovë  · Kukës · Kurbin · Lezhë · Libohovë · Librazhd · Lushnjë · Malësi e Madhe · Maliq · Mallakastër · Mat · Memaliaj · Mirditë · Patos · Peqin  · Përmet · Pogradec · Poliçan · Prrenjas · Pukë · Pustec · Roskovec · Rrogozhinë · Sarandë · Selenicë · Shijak · Shkodër · Skrapar · Tepelenë · Tirana · Tropojë · Vau i Dejës · Vlorë · Vorë

Deelgemeenten · Gemeenten · Prefecturen